# 陳錦煌
陳錦煌（1952年—），台灣醫生，曾任新港文教基金會董事長

## 簡歷
1952年生於嘉義縣新港鄉北部有「寒地」之稱崙仔，是新港最窮的區域。有九個孩子的陳家，務農維生，極為窮困。陳錦煌於1967年考入嘉義高中就讀，其後以第一名成績畢業。1970年考入台灣大學醫學系就讀，1977年畢業。之後在台大醫院接受小兒科訓練，1981年，為圓父親一生最大的夢想，毅然返回醫療資源匱乏的故鄉-嘉義新港開業，回鄉時，台灣小兒醫學開基祖師—魏火曜教務長送他一句話「醫師之良」作為勉勵，這句話一直掛在診間，從此，「成為良醫，不作名醫」是他一生最大的鼓勵。

## 經歷
- 1977年醫師技術人員高等考試及格。
- 1979年至1981年擔任台大醫學院附設醫院小兒科醫師。
- 1981年返回新港鄉開設陳錦煌內兒科診所。
- 1987年與新港鄉親共同成立新港文教基金會，擔任第一~五屆董事長。
- 1994年獲得省立嘉義中學第一屆傑出校友。
- 1996~1998年擔任國家文化藝術基金會第一屆董事。
- 1997年擔任中華民國社區營造學會監事。
- 1998年被天下雜誌選為「影響台灣200人物」，並擔任教育部終身學習審議委員。
- 1999年擔任中華民國社區營造學會常務監事，並擔任衛生署社區健康營造諮詢委員。
- 2000年獲萬寶龍國際藝術贊助獎，5月20日就任行政院政務委員，並辭去新港文教基金會董事長而新港文教基金會另聘為創會董事長。[1]
- 2002年就任行政院九二一震災重建基金會災後重建委員會執行長，兼任台灣省政府副主席，並就任二二八事件紀念基金會董事長。
- 2003年辭去政府公職，返鄉續陳錦煌診所醫務。
- 2003~2007年擔任中華民國社區營造學會理事長，榮獲賴和文教基金會「賴和獎─醫療貢獻獎」，2007年3月時公開反對興建蘇花高。[2]
- 2005到2011年擔任嘉義縣扶緣服務協會理事長。
- 2009到2011年，以社會公正人士受邀擔任中研院「建置台灣生物資料庫先期規劃」倫理治理委員會召集人。
- 2011年獲得中華民國醫師公會全聯會「台灣醫療典範獎」。
- 2012年再度擔任新港文教基金會董事長。
- 2014年獲頒103年度台大社會服務類傑出校友殊榮。

## 著作
著有《嘉義研究學術研討會論文集》、《對話新港》、《幸福之泉》、《幸福之網》、《幸福之源》、《幸福之夢》、《幸福萬花筒》、《幸福宅急便》等書。

## 外部連結
- 陳錦煌的Facebook專頁